# Lisa Resch
Lisa Resch (Garmisch, 4 ottobre 1908 – Garmisch-Partenkirchen, 31 gennaio 1949) è stata una sciatrice alpina tedesca.
Fu una delle protagoniste dello sci alpino femminile degli anni 1930, assieme alle connazionali Christl Cranz e Käthe Grasegger; tra il 1934 e il 1939 vinse otto medaglie iridate, tra cui il titolo di campionessa mondiale nella discesa libera a Engelberg 1938.

## Biografia
La Resch ottenne i suoi primi risultati internazionali ai Mondiali di Sankt Moritz 1934, dove vinse la medaglia d'argento nello slalom speciale e nella combinata e quella di bronzo nella discesa libera. L'anno dopo ai IV Giochi olimpici invernali di Garmisch-Partenkirchen 1936, ospitati nella sua città natale, fu 2ª nella discesa libera valida per la combinata, l'unico titolo olimpico in palio per lo sci alpino in quell'edizione dei Giochi; nella classifica finale, dopo lo slalom speciale, fu 6ª.
Ai Mondiali di Chamonix 1937 conquistò la medaglia di bronzo nello slalom speciale e fu 6ª nella combinata, mentre nella successiva rassegna iridata di Engelberg 1938 vinse la medaglia d'oro nella discesa libera, quella d'argento nella combinata e fu 4ª nello slalom speciale. Ottenne i suoi ultimi piazzamenti in carriera ai Mondiali di Zakopane 1939, dove si aggiudicò altre due medaglie (l'argento nella discesa libera e il bronzo nella combinata) e chiuse 4ª nello slalom speciale.

## Palmarès

### Mondiali
- 8 medaglie:
  - 1 oro (discesa libera a Engelberg 1938)
  - 4 argenti (slalom speciale, combinata a Sankt Moritz 1934; combinata a Engelberg 1938; discesa libera a Zakopane 1939)
  - 3 bronzi (discesa libera a Sankt Moritz 1934; slalom speciale a Chamonix 1937; combinata a Zakopane 1939)